# Dibenzoacridine
Dibenzoacridine sind eine Gruppe von chemischen Verbindungen aus der Gruppe der polycyclischen aromatischen stickstoffheterocyclischen Verbindungen mit der Summenformel C21H13N. Die Isomere von Dibenzoacridin unterscheiden sich durch die Anordnung der beiden anellierten Benzolringe am Acridin-Grundgerüst.

## Vorkommen
Dibenzo[a,h]acridin, Dibenzo[a,i]acridin, Dibenzo[a,j]acridin und Dibenzo[c,h]acridin wurden in Tabakrauch nachgewiesen. Sie finden sich ebenfalls in Autoabgasen, Abwässern aus Kohle- und Müllverbrennungsanlagen, Kohlenteerproben und anderen.

## Eigenschaften
| keine GHS-Piktogramme |

| Gefahrensymbol | Gefahrensymbol | Gefahrensymbol |

| keine GHS-Piktogramme |

| Gefahrensymbol | Gefahrensymbol |

| keine Einstufung verfügbar |

| Gefahrensymbol |